# جون كليفتون (تنس)
جون كليفتون (بالإنجليزية: John Clifton)‏ مواليد 19 فبراير 1946 في ليدز، هو لاعب كرة مضرب بريطاني سابق وكان يلعب باليد اليمنى. أعلى تصنيف له في الفردي كان المركز الـ 243 في سنة 1974.

## النهائيات

### الزوجي: 1 (0–1)
| الحصيلة | الرقم | السنة | الدورة                   | الأرضية | الشريك  | المنافس في النهائي     | النتيجة في النهائي |
| ------- | ----- | ----- | ------------------------ | ------- | ------- | ---------------------- | ------------------ |
| الوصافة | 1.    | 1971  | نيوبورت، المملكة المتحدة | عشبية   | جون بيش | كين روزوول روجر تايلور | 5–7, 6–3, 2–6      |

## روابط خارجية
- جون كليفتون على موقع رابطة محترفي التنس (الإنجليزية)
- جون كليفتون على موقع الاتحاد الدولي لكرة المضرب (الإنجليزية)
- جون كليفتون على موقع كأس ديفيز (الإنجليزية)
- جون كليفتون على موقع خلاصة التنس.كوم (الإنجليزية)